# 제스로 툴
제스로 툴(영어: Jethro Tull, 1674년 3월 30일 ~ 1741년 2월 21일 신력)은 영국의 농학자이다. 18세기 영국 농업 혁명의 주요한 인물로, 1701년에 말이 끄는 파종기를 정교화하였으며 말이 끄는 괭이를 개발했다. 툴의 농경법은 영국의 지주들에게 보급되어 현대 농업의 기반을 제공했다.

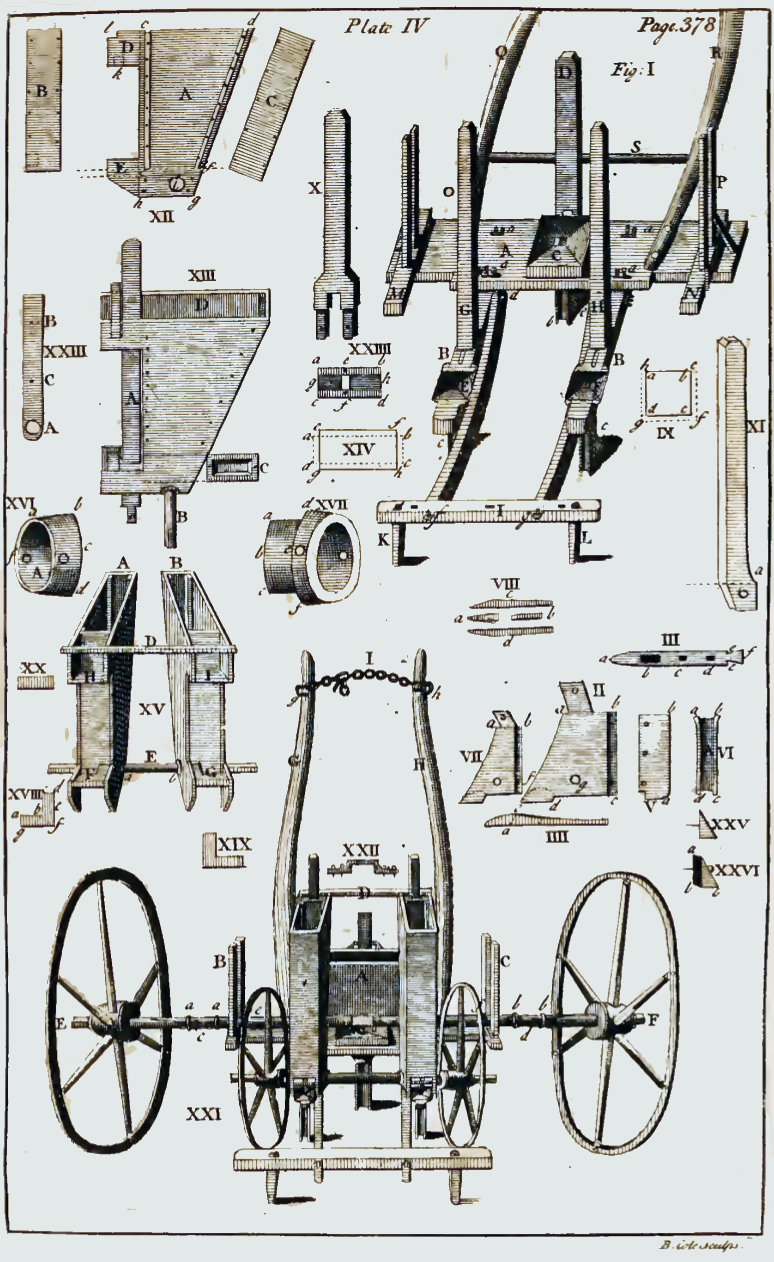
툴의 말이 끄는 파종기